# Ceratozetes guadarramicus
Ceratozetes guadarramicus är en kvalsterart som beskrevs av Pérez-Íñigo 1991. Ceratozetes guadarramicus ingår i släktet Ceratozetes och familjen Ceratozetidae. Inga underarter finns listade i Catalogue of Life.